# Marie Thérèse af Frankrig (1778-1851)
Marie Thérèse Charlotte af Frankrig (19. december 1778 – 19. oktober 1851) var en fransk prinsesse, der var datter af Kong Ludvig d. 16 og Dronning Marie Antoinette. Hun blev fængslet med sin familie under Den Franske Revolution og blev udvekslet med østrigske fanger i 1795. I 1799 giftede hun sig med sin fætter Louis Antoine, hertug af Angôuleme og var fra 1824 til 1830 Frankrigs kronprinsesse (dauphine). Hun var Frankrigs dronning i 20 minutter efter at hendes svigerfar, Karl 10., abdicerede under Julirevolutionen i 1830. De 20 minutter brugte hun og hendes mand på at læse et langt dokument igennem, der omhandlede deres abdicering, som hendes mand herefter underskrev. Hun døde barnløs på Schloss Frohsdorf nær Wien i Østrig i 1851.